# 이운룡 (교육인)
이운룡(李雲龍, 1938년 1월 25일~2022년 9월 24일)은 대한민국의 교육자이자 시인이다.

## 학력
- 1965: 전북대학교 문리과대학 국어국문학과 졸업
- 1984: 한남대학교 대학원 국문학 전공 석사과정 수료(문학석사)
- 1989: 조선대학교 대학원 국문학 전공 박사과정 수료(문학박사)

## 교육 경력
- 1965~1993: 전주 기전여고, 성심여중고, 해성중고 교사
- 1989~2003: 전주대, 호남대, 송원대, 백제예술대, 대전대 강사
- 1998~2003: 중부대 국어국문학과 부교수 정년

## 문단 경력
- 1964~1969: ≪현대문학≫지에 시 ＜방황의 시간＞, ＜아침에＞, ＜가을의 어휘＞ 3회 추천 완료로 문단 데뷔
- 1983: ≪월간문학≫ 12월호 문학평론 ＜시와 자기 부정의 변증법＞ 신인상 당선
- 1984~2001: 한국문학평론가협회 이사, 국제펜클럽 한국본부 이사, 전북문인협회 회장, 표현문학회 회장 역임
- 2001~현재: 세계한민족작가연합 부회장. 한국문인협회 자문위원. 한국현대시인협회 이사. 열린시문학회 대표. 계간 ≪시와시≫, ≪시와경계≫ 편집자문위원. 중부대 부교수 정년.

## 수상
- 1978. 12: 전라북도 문화상(문학 부문)
- 1988. 12: 표현문학상
- 1990. 12: 전주시 풍남문학상
- 1991. 6: 동양문학상(문학평론 부문)
- 1991. 10: 백양촌문학상
- 1991. 10: 서울신문 향토문화대상
- 1992. 6: 한국문학평론가협회상(문학평론 부문)
- 1995. 10: 모악문학상
- 1998. 8: 국민훈장 석류장
- 2002. 12: 전북문학상
- 2003. 4: 제1회 월간문학 동리상(문학평론 부문)
- 2003. 12: 2003대한민국 향토문학상
- 2004. 10: 진안군민의 장
- 2006. 11: 한성기문학상, 작촌문학상
- 2007. 1: 작촌문학상
- 2011. 10: 소충·사선문화상(문화예술 부문)
- 2013. 12: 조연현문학상

## 시집
- ≪가을의 어휘≫(현대문학사, 1974)
- ≪밀물≫(한국문학사, 1978)
- ≪산불·산불≫(시문학사, 1980)
- ≪이 가슴 북이 되어≫(창작과비평사, 1982)
- ≪버버리의 노래≫(사사연, 1988)
- ≪사랑의 반지름≫(문학세계사, 1990)
- ≪성자(聖者), 반눈 뜨고 세상을 보다≫(시세계사, 1993)
- ≪이운룡 시전집(李雲龍 詩全集)≫(신아출판사, 1998)
- ≪풍경은 바람을 만나면 소리가 난다≫(푸른사상사, 2002)
- ≪그 땅에는 길이 있다≫(푸른사상사, 2002)
- ≪산새의 집에는 창이 없다≫(신아출판사, 2006)
- ≪사랑이 詩를 품다≫(한국문학예술, 2011)

## 시론서
- ≪한국현대시사상론(韓國現代詩思想論)≫(도서출판 친우, 1986)
- ≪존재인식(存在認識)과 역사의식(歷史意識)의 시(詩)—"구상시 연구
- ≪(具常詩 硏究)≫(신아출판사, 1986)
- ≪한국현대시인론(韓國現代詩人論)≫(도서출판 지평, 1990)
- ≪시론(詩論)—"시 창작 이론과 실제≫(신아출판사, 1994)
- ≪한국시(韓國詩)의 의식구조(意識構造)≫(신아출판사, 1995)
- ≪언어(言語)와 시정신(詩精神)≫(신아출판사, 1997)
- ≪현대시 비평의 이해≫(신아출판사, 2000)
- ≪한국 시문학의 주류≫(푸른사상사, 2003)
- ≪시와 유물론적 사유—C진헌성의 과학철학론≫(푸른사상사, 2004)
- ≪시와 역사현실의 명암≫(신아출판사, 2006)
- ≪시창작 이론과 실제≫(신아출판사, 2007)
- ≪진헌성 시 연구 1≫(푸른사상, 2008)